# Bahman FC
El Bahman FC fue un equipo de fútbol de Irán que jugó en la Iran Pro League, la liga de fútbol más importante del país.

## Historia
Fue fundado en el año 1994 en la ciudad de Karaj luego de que un año antes obtuvieran las licencias de competición de los equipos Vahdat FC y Bank Sepah FC y fue construido por jugadores provenientes del PAS Teherán FC, campeón de las temporadas 1991 y 1992.
Su principal logro fue ganar la Copa Hazfi en 1995 tras vencer en la final al Tractor Sazi FC 2-1 en el marcador global, con lo que obtuvo el boleto para jugar su primer y único torneo continental, la Recopa de la AFC 1995-96, en la que fue eliminado en los cuartos de final por el Al-Talaba de Siria.
El club desapareció al finalizar la temporada 1999/2000 luego de que varios de sus jugadores se fueran al Paikan FC.

## Palmarés
- Copa Hazfi: 1

1994

## Participación en competiciones de la AFC
| Temporada | Torneo           | Ronda            | Club      | Casa | Visita | Global |
| --------- | ---------------- | ---------------- | --------- | ---- | ------ | ------ |
| 1995/96   | Recopa de la AFC | 2                | FC Vostok | 1-0  | 2-2    | 3-2    |
| 1995/96   | Recopa de la AFC | Cuartos de final | Al-Talaba | 0-1  | 1-1    | 1-2    |

## Jugadores destacados
| - Mehdi Abtahi - Markar Aghajanian - Reza Amri - Khodadad Azizi - Hamid Reza Estili - Sattar Hamedani - Hashem Heydari - Mohammad Khakpour | - Ali Latifi - Mohammad Reza Mahdavi - Farhad Majidi - Farzad Majidi - Ali Asghar Modir Roosta - Nader Mohammadkhani - Mohammad Navazi - Reza Rezaeimanesh | - Naeem Saadavi - Ahmad Sajjadi - Amir Houshang Sharifi - Hadi Tabatabaei - Mehdi Tartar - Mehdi Vaezi - Ali Akbar Yousefi |

## Entrenadores
- Firouz Karimi (1994–1995)
- Farhad Kazemi (1995–2000)